# Hohenzollern-Sigmaringen

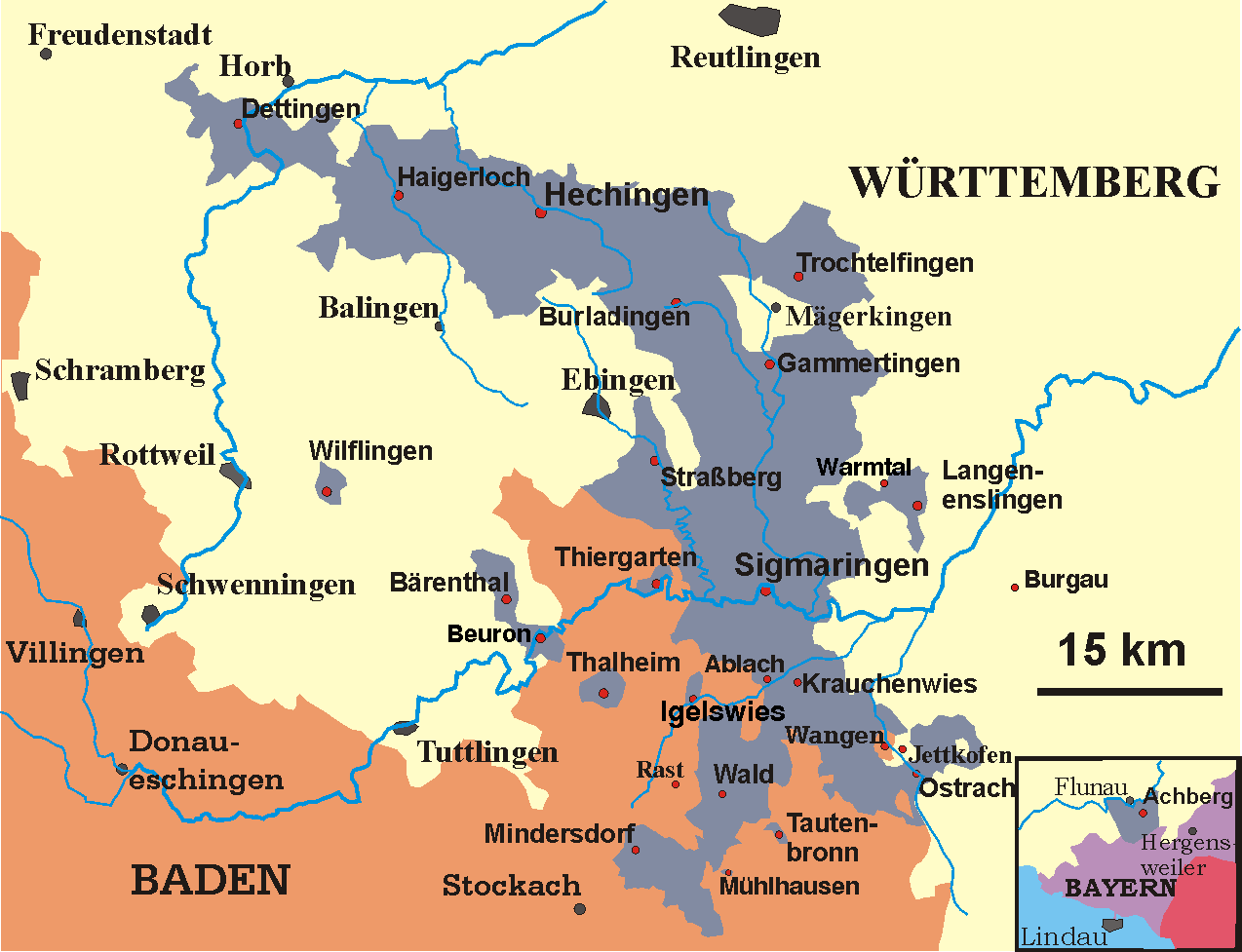
Furstendömet Hohenzollern efter 1849

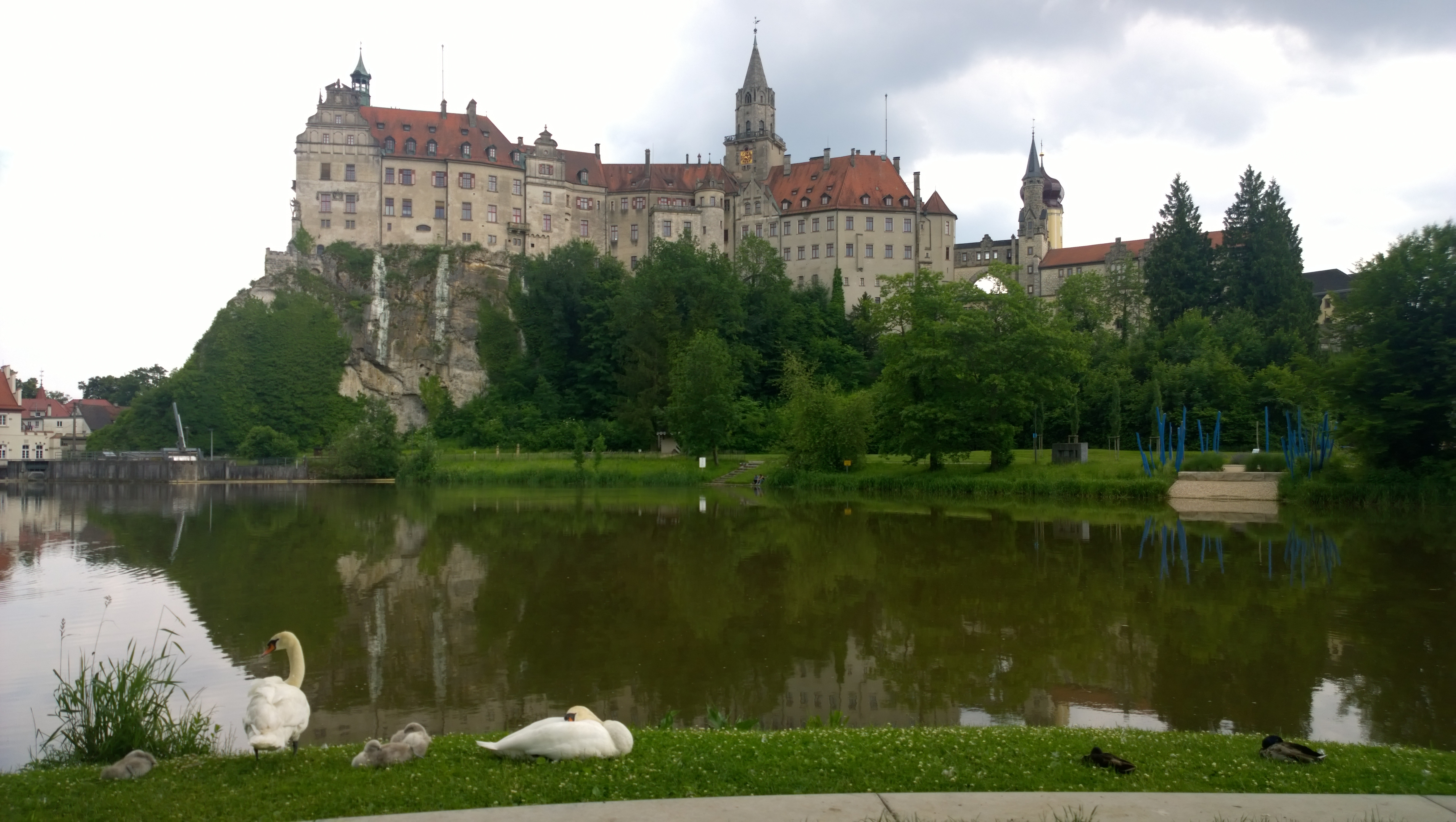
Hohenzollernas familjeslott Sigmaringen tronar på ett berg ovanför staden Sigmaringen.

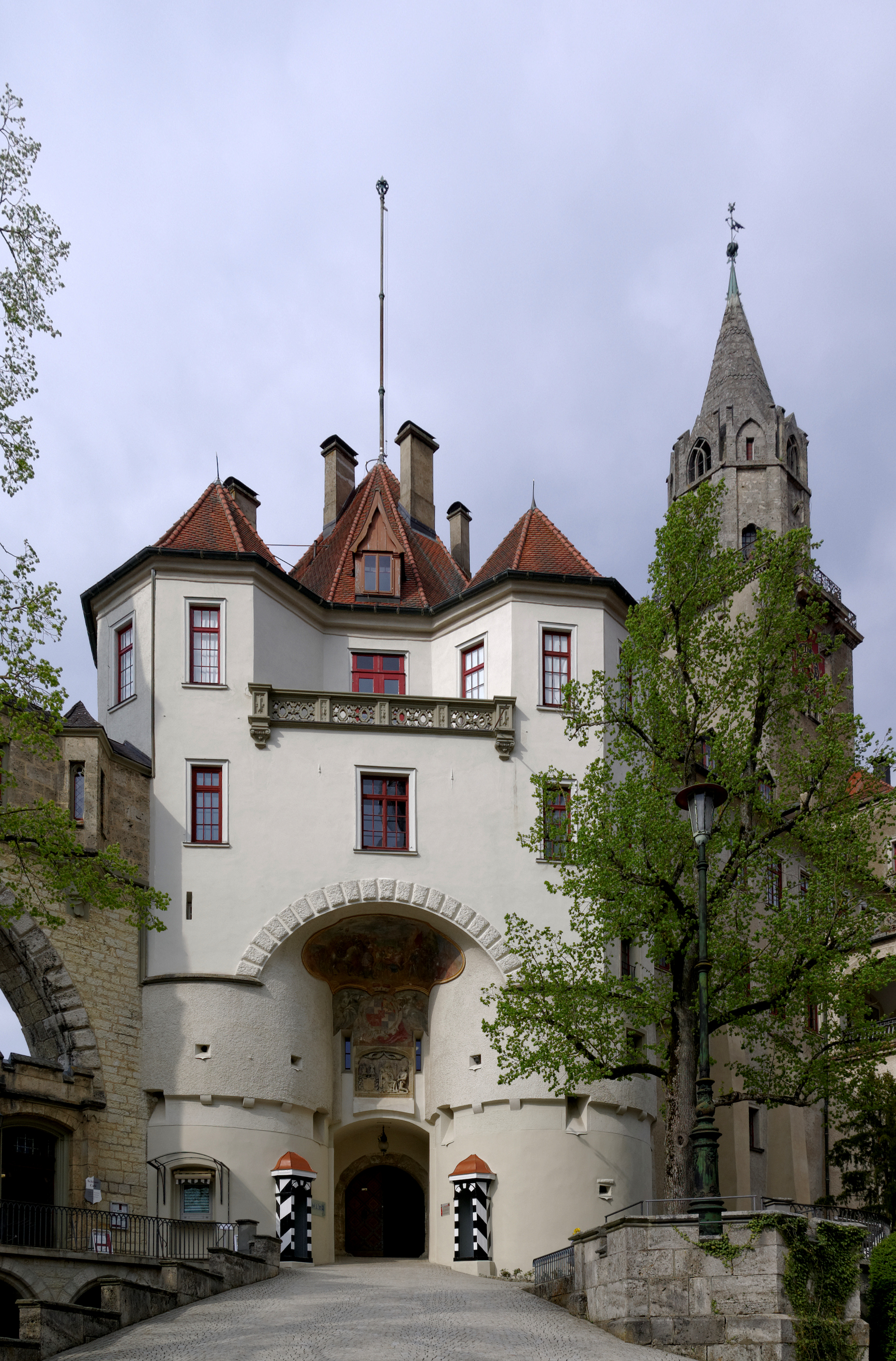
Sigmaringenslottets huvudingång

Hohenzollern-Sigmaringen är den schwabiska, katolska grenen av den gamla tyska adelsätten Hohenzollern och också namnet på de av ätten styrda landområdena, Grevskapet Hohenzollern-Sigmaringen, vilket 1623 upphöjdes till Furstendömet Hohenzollern-Sigmaringen.

## Geografi
Från 1634 bestod Hohenzollern-Sigmaringen av de från varandra åtskilda delarna Sigmaringen och Haigerloch. År 1806 tillkom de närliggande områdena – vilka förut ingått i Huset Fürstenbergs besittning Trochtelfingen – Ringingen, Salmendingen och Melchingen som exklaver. Den sammanlagda ytan uppgick till 906 kvadratkilometer. Furstendömet Hohenzollern-Hechingens tre områden blev åtskilda. I nordost gränsade landet Württemberg till Hohenzollern-Sigmaringen och i sydväst Baden.
Hohenzollern-Haigerloch, som kortvarigt utgjorde ett självständigt område kring Haigerloch, den nordvästra landsdelen, ligger till största delen på en Muschelkalk-cuesta vid de Schwabiska bergen. Området bevattnas av Neckar och biflödena Glatt, Eyach och Starzel.
Det blott några få kvadratkilometer stora området kring Ringingen, Salmendingen och Melchingen ligger på en högplatå i Schwabiska bergen på en höjd mellan 800 och 900 meter. Nära Melchingen finns floden Laucherts källa.
Området kring Sigmaringen ligger i det schwabiska bergsmassivet och i det sydliga molasseområdet. Floden Donau flyter genom området i väst-östlig riktning; biflöden här är Schmeie, Lauchert och Ablach.

## Historia
Zollern-ätten, som troligen härstammade från det schwabiska hertighuset Burchardinger, var på 1000-talet bevisligen grevlig. I början av 1200-talet delades släkten i en schwabisk och en frankisk gren. Den frankiska linjen, som innehade borggrevskapet Nürnberg, upphöjdes sedermera till kurfurstar av Brandenburg.
Greve Karl I av Hohenzollern var Reichserbkämmerer och sedermera även Reichshofratspräsident (olika ”riksämbeten” inom Tysk-romerska riket). Han förlänades 1534 grevskapen Sigmaringen och Veringen som riksförläningar av kejsar Karl V. År 1576 delades den schwabiska grenen av Hohenzollernätten vidare till Hohenzollern-Hechingen, Hohenzollern-Haigerloch och Hohenzollern-Sigmaringen. 1623 upphöjdes Hechinger- och Sigmaringerlinjerna till riksfurstliga, dock icke Haigerlocher-linjen, som inte ansågs vara ståndsmässig, och som därtill utslocknade 1634. Likaså dog Hechingen-grenen ut 1869, medan släkten Hohenzollern-Sigmaringen existerar än i denna dag.
Furstinnan Amalie Zephyrine förhindrade i början av 1800-talet en mediatisering genom Napoleon I. Denne inrättade 1806 Rhenförbundet och sönderslog därmed slutgiltigt det Heliga romerska riket av tysk nation. De bägge hohenzollernska furstehusen Sigmaringen och Hechingen lyckades behålla sin suveränitet och i fallet Sigmaringen dessutom erfara en beaktansvärd territorieutvidgning. Furstendömet Sigmaringens erhöll 1806 klostren Habsthals och Walds områden liksom Tyska ordens besittningar Achberg och Hohenfels. Därutöver förvärvade de suveränitet över furstehuset Fürstenbergs domäner Jungnau och Frohnstetten, Thurn und Taxis’ besittningar Ostrach (Ostrach) och Straßberg (Straßberg) och över Speths herravälde i Gammertingen och Hettingen.
Efter marsrevolutionen 1848 avtackades slutligen furstarna av Sigmaringen och Hechingen, då deras furstendömen tillföll kungariket Preussen (1850). Det preussiska maktövertagandet i Sigmaringen skedde 6 april 1850. Båda furstendömena förenades och hörde som det preussiska Regierungsbezirk Sigmaringen till Rhenprovinsen. Efter andra världskriget upprättades Württemberg-Hohenzollern, som omfattade den södra delen av det förutvarande kungariket Württemberg samt de ”hohenzollernska länderna”. I och med ”sydväststatens” bildande gick Hohenzollern slutgiltigt upp i den västtyska delstaten Baden-Württemberg.
Släkten Hohenzollern-Sigmaringen spelade också efter Preussens annektering en fortsatt betydande roll. Karl Anton von Hohenzollern-Sigmaringens äldste son Leopold kandiderade 1870 till den spanska tronen. Också de rumänska kungarna kom från 1866 till 1947 från Huset Hohenzollern-Sigmaringen.

## Regenter

### Grevar av Hohenzollern-Sigmaringen (1576–1623)
- Karl II (1576–1606)
- Johan (1606–1623)

### Furstar av Hohenzollern-Sigmaringen (1623–1849)
- Johan (1623–1638)
- Meinrad I (1638–1681)
- Maximilian (1681–1689)
- Meinrad II (1689–1715)
- Josef Frans Ernst (1715–1769)
- Karl Fredrik (1769–1785)
- Anton Aloys (1785–1831), gift med Amalie Zephyrine von Salm-Kyrburg
- Karl (1831–1848)
- Karl Anton (1848–1849) (far till den rumänske kungen Carol I)

### Furstar av Huset Hohenzollern-Sigmaringen och Hohenzollern efter landets införlivande i Preussen
- Karl Anton (1849–1885) (var Furste av Hohenzollern efter frånfället av den siste fursten av Hohenzollern-Hechingen 1869)
- Leopold (1885–1905) (far till den rumänske kungen Ferdinand I)
- Wilhelm (1905–1927)

### Huset Hohenzollern-Sigmaringen och Hohenzollerns huvudmän
- Fredrik (1927–1965)
- Friedrich Wilhelm (1965-2010)
- Karl Friedrich (sedan 2010)